# Almunia de San Juan
Almunia de San Juan (aragónul L'Almunia de Sant Chuan) település Spanyolországban, Huesca tartományban. Almunia de San Juan Castejón del Puente, Fonz, San Esteban de Litera, Monzón és Azanuy-Alins községekkel határos. Lakosainak száma 708 fő (2024).

## Népesség
A település lakosságának változását az alábbi diagram mutatja:
| Lakosok száma | 685  | 660  | 650  | 654  | 661  | 681  | 672  | 658  | 689  | 708  |
|               | 2001 | 2004 | 2006 | 2009 | 2011 | 2014 | 2016 | 2019 | 2021 | 2024 |